# انتقامجویی از آینده
انتقامجویی از آینده (ایتالیایی: Vendetta dal futuro) که با نام دست‌های پولادین (انگلیسی: Hands of Steel) هم شناخته می‌شود، یک فیلم علمی تخیلی به کارگردانی سرجو مارتینو است که در سال ۱۹۸۶ منتشر شد.

## بازیگران
- دانیل گرین
- جانت آگرن
- کلاودیو کاسینلی
- جان ساکسون
- جرج ایستمن
- روبرتو بیزاکو
- دانلد اوبراین